# Idiops curvipes
Idiops curvipes là một loài nhện trong họ Idiopidae.
Loài này thuộc chi Idiops. Idiops curvipes được Tord Tamerlan Teodor Thorell miêu tả năm 1899.